# Điện ảnh Nhật Bản
Điện ảnh Nhật Bản (tiếng Nhật: 映画 - Eiga, cũng được biết trong Nhật Bản là 邦画 hōga - "domestic cinema") hay phim điện ảnh Nhật Bản (tức phim lẻ Nhật Bản) là nền nghệ thuật và công nghiệp điện ảnh của Nhật Bản, có một lịch sử hơn 100 năm. Nhật Bản là một trong số những nền công nghiệp điện ảnh lớn nhất và lâu đời nhất trên thế giới; so với số liệu năm 2010, nền điện ảnh Nhật Bản xếp hạng vị trí thứ bốn về số lượng phim truyện đã được sản xuất. Năm 2011, Nhật Bản sản xuất được 411 phim truyện, thu được 54,9% của một văn phòng có giá trị tổng số $2.338 tỉ USD. Phim điện ảnh đã được sản xuất từ năm 1897 tại Nhật Bản khi một người chụp hình nước ngoài đầu tiên chuyển đến đây. Trong một danh mục bảng xếp hạng tên là Sight & Sound về những bộ phim tốt nhất của nền điện ảnh Châu Á, nền điện ảnh Nhật Bản đứng thứ tám trong top 12 nền điện ảnh mạnh nhất của lục địa Châu Á, với Tokyo Story (1953) được xếp đứng đầu tiên trong danh sách. Điện ảnh Nhật Bản cũng đã chiến thắng giải thưởng danh giá Academy Award cho hạng mục Giải Oscar cho phim ngoại ngữ hay nhất với bốn lần được xướng danh (Người tiễn đưa (2008), Samurai I: Musashi Miyamoto (1955), Jigokumon (1954), Rashōmon (1951)), một lần nữa nhiều hơn bất kỳ quốc gia Châu Á nào khác.
Trong suốt hơn 100 năm qua kể từ ngày ra đời (20/6/1899), điện ảnh Nhật Bản đã trải qua nhiều giai đoạn thăng trầm nhưng vẫn luôn có những tác phẩm đặc sắc và những thế mạnh riêng, trong đó phải kể tới các bộ phim hoạt hình Nhật Bản, hay còn gọi là anime với hai lần xướng tên cho phim hoạt hình. Sen và Chihiro ở thế giới thần bí (2001) cho giải thưởng Giải Oscar cho phim hoạt hình hay nhất và La Maison en Petits Cubes (2008) cho giải thưởng Giải Oscar cho phim hoạt hình ngắn hay nhất. Hiện nay nền công nghiệp anime của Nhật Bản ước tính chiếm lĩnh thị trường sản xuất hoạt hình trên toàn cầu vào khoảng 60% số lượng phim đã sản xuất.

## Lịch sử

### Trước năm 1945
Hai bộ phim đầu tiên được làm tại Nhật Bản là Bake Jizo và Shinin no sosei, đều được thực hiện năm 1898. Bộ phim tài liệu đầu tiên, Geisha no teodori (芸者の手踊り) được làm tháng 6 năm 1899.
Điểm khác biệt của các bộ phim câm Nhật Bản so với các nền điện ảnh khác là bên cạnh đội ngũ tạo âm thanh và nhạc phim tại rạp chiếu, còn có sự xuất hiện của các benshi (弁士), những người dẫn chuyện có nhiệm vụ đọc lời thoại và các đoạn tường thuật cần thiết. Ngôi sao điện ảnh Nhật Bản đầu tiên là một diễn viên kịch kabuki tên là Onoe Matsunosuke, ông này đã tham gia đóng hơn 1000 bộ phim (chủ yếu là phim ngắn) trong khoảng thời gian từ 1909 đến 1926. Onoe và đạo diễn Makino Shozo là những người có công phổ biến thể loại jidaigeki (những bộ phim lịch sử lấy bối cảnh Nhật Bản thời Edo) với công chúng Nhật. Nữ diễn viên điện ảnh chuyên nghiệp đầu tiên của công nghiệp điện ảnh nước này là Takagi Tokuko Nagai, bà đã xuất hiện trong 4 bộ phim của hãng phim do Hoa Kỳ đầu tư Thanhouser Company thực hiện từ năm 1911 đến năm 1914. Trong giai đoạn này, có một số bộ phim câm đáng chú ý được sản xuất, đặc biệt là những tác phẩm của đạo diễn Mizoguchi Kenji, tuy vậy đa số đã bị phá hủy trong Trận động đất Kantō năm 1923 và sau đó là trong những cuộc không kích suốt Chiến tranh thế giới thứ hai của quân đội Đồng Minh xuống Nhật Bản.
Trong thập niên 1930, trong khi các bộ phim câm tiếp tục được sản xuất với số lượng lớn thì các bộ phim có tiếng cũng bắt đầu xuất hiện. Các bộ phim có tiếng đáng chú ý thời kì này là ba tác phẩm của Kenji Mizoguchi, Gion no shimai (1936), Naniwa erejii (浪華悲歌, 1936) và Zangiku monogatari (残菊物語,, 1939). Ngoài ra còn có thể kể đến Ninjo kami fusen (人情紙風船, 1937) của đạo diễn Yamanaka Sadao hay Tsuma Yo Bara No Yoni (1935) của Naruse Mikio, bộ phim Nhật đầu tiên được phát hành rộng rãi tại Mỹ.
Cuối những năm 1930, sự kiểm soát của chính quyền đối với công nghiệp điện ảnh càng bị siết chặt, các bộ phim bị kiểm duyệt kĩ lưỡng đặc biệt là các tác phẩm có xu hướng thiên tả như phim của Daisuke Ito. Và Khi Chiến tranh thế giới thứ hai nổ ra thì ngành điện ảnh Nhật Bản lâm vào tình trạng hoạt động cầm chừng. Tuy vậy đây lại là giai đoạn chứng kiến sự xuất hiện của một trong những nghệ sĩ điện ảnh vĩ đại nhất của Nhật Bản, đạo diễn huyền thoại Kurosawa Akira, ông thực hiện bộ phim đầu tay, Sanshiro Sugata vào năm 1943.

### Thập niên 1950 và 1960
Thập niên 1950 chứng kiến giai đoạn phát triển đỉnh cao của điện ảnh Nhật Bản với ba tác phẩm vào hàng kinh điển của điện ảnh thế giới, đó là Rashomon (羅生門, 1950), Bảy Samurai (七人の侍,, 1954), cả hai đều do Kurosawa thực hiện, và bộ phim của đạo diễn Ozu Yasujiro, Tokyo monogatari (東京物語, 1953). Riêng Rashomon của Kurosawa Akira đã mang về cho Nhật Bản Giải Oscar cho phim ngoại ngữ hay nhất đầu tiên và đem lại cho ngôi sao điện ảnh lớn của Nhật sau này là Mifune Toshiro vai diễn đột phá. Trong thập niên này điện ảnh Nhật Bản còn có hai giải Oscar phim nói tiếng nước ngoài khác, đó là Jigokumon (地獄門, 1954) của đạo diễn Kinugasa Teinosuke và Miyamoto Musashi (宮本 武蔵, 1955) của đạo diễn Inagaki Hiroshi.
Năm 1954, đạo diễn Honda Ishirō giới thiệu bộ phim khoa học viễn tưởng Gojira (ゴジラ), một tác phẩm có nội dung chống chiến tranh thông qua câu chuyện của một con thú biến thành quái vật do vũ khí hạt nhân. Godzilla đã nhanh chóng phổ biến ở các nước phương Tây và trở thành một biểu tượng quốc tế của Nhật Bản, nó cũng mở đầu cho dòng phim rất đặc trưng của điện ảnh nước này, dòng phim kaiju (phim quái vật).
Điện ảnh Nhật Bản tiếp tục có những bộ phim xuất sắc trong thập niên 1960, trong đó phải kể tới tác phẩm kinh điển Yojimbo (用心棒, 1961) của Kurosawa Akira. Năm 1967 đạo diễn Suzuki Seijun thực hiện bộ phim siêu thực về yakuza (các tổ chức tội phạm có tổ chức ở Nhật) có tên Koroshi no rakuin (殺しの烙印), tuy không được đánh giá cao ở thời điểm ra đời nhưng về sau đây được coi là bộ phim hình sự kinh điển, trở thành nguồn cảm hứng cho nhiều đạo diễn nổi tiếng như Ngô Vũ Sâm, Park Chan-wook hay Quentin Tarantino.
Bên cạnh các bộ phim có đề tài quen thuộc, các đạo diễn thuộc thế hệ Làn sóng mới Nhật Bản như Nagisa Oshima, Kaneto Shindo, Susumu Hani và Shohei Imamura cũng cho ra đời các bộ phim có tính sáng tạo cao như Seishun Zankoku Monogatari (青春残酷物語, 1960), Nihon no yoru to kiri (日本の夜と霧, 1960) hay Koshikei (絞死刑, 1968).
Năm 1964 đạo diễn Teshigahara Hiroshi cho ra đời bộ phim đáng nhớ Suna no onna (砂の女), tác phẩm này đã giành giải thưởng đặc biệt của ban giám khảo (Prix du Jury) trong Liên hoan phim Cannes và giúp Teshigahara trở thành người châu Á đầu tiên được đề cử giải Đạo diễn xuất sắc nhất tại Giải Oscar. Một bộ phim Nhật Bản khác cũng giành giải thưởng của ban giám khảo trong Liên hoan phim Cannes là Kaidan (怪談, 1965) của đạo diễn Kobayashi Masaki.

### Thập niên 1970 và 1980
Một dòng điện ảnh mới, dòng phim pinku eiga (phim khiêu dâm loại nhẹ, vẫn được coi là phim điện ảnh) bắt đầu phát triển ở Nhật từ đầu thập niên 1970, đặc biệt là sau sự ra đời của bộ phim gây nhiều tranh cãi Ai no Korīda (愛のコリーダ, 1976), một tác phẩm nói về vụ án Sada Abe gây tiếng vang trong xã hội Nhật những năm trước chiến tranh. Bộ phim này tuy là được coi là phim điện ảnh nhưng đã vượt qua giới hạn kiểm duyệt thông thường khi quay trực tiếp những cảnh quan hệ tình dục thật của hai diễn viên, kết quả là phim phải thực hiện dưới danh nghĩa do một công ty điện ảnh Pháp đầu tư và sau khi ra đời nó cũng chưa bao giờ được chiếu bản đầy đủ ở chính Nhật Bản.
Trong thập niên này, đạo diễn Fukasaku Kinji cũng hoàn thành loạt phim nổi tiếng về đề tài yakuza, Jingi naki tatakai (仁義なき戦い), loạt phim này đã cực kì thành công về cả nghệ thuật và thương mại, chúng được coi là những phim tội phạm kinh điển của điện ảnh Nhật Bản, hay "Bố già" Nhật Bản.
Vốn là đất nước hàng đầu thế giới về nghệ thuật truyện tranh, nhưng phải chờ đến thập niên 1980 các bộ phim hoạt hình Nhật Bản (anime) mới bắt đầu gây tiếng vang ở thị trường điện ảnh trong nước và thế giới. Năm 1984, đạo diễn phim hoạt hình nổi tiếng Miyazaki Hayao thực hiện bộ phim Kaze no Tani no Naushika (風の谷のナウシカ) năm 1984 mở đầu cho loạt phim hoạt hình nổi tiếng của ông sau này. Thành công của Naushika được nối tiếp bằng bộ phim Akira (アキラ, 1988) của Otomo Katsuhiro, tác phẩm này đã đánh dấu bước tiến vượt bậc của phim hoạt hình Nhật cả về kĩ thuật thực hiện và đề tài khi phản ánh các vấn đề xã hội và thời sự đáng quan tâm lúc đó, Akira cho đến nay vẫn được coi là một trong những tác phẩm xuất sắc nhất thể loại phim hoạt hình của điện ảnh thế giới. Cùng năm này, đạo diễn Takahata Isao cũng cho ra đời bộ phim hoạt hình phản chiến nổi tiếng Mộ đom đóm (火垂るの墓), Mộ đom đóm được nhiều nhà phê bình phim nổi tiếng, trong đó coi Roger Ebert coi là một trong những bộ phim phản chiến hay nhất đã từng được thực hiện. Sự phát triển của phim hoạt hình cũng dẫn đến sự phát triển của các Seiyū, các diễn viên lồng tiếng cho nhân vật hoạt hình, nhiều người trong số này đã trở nên nổi tiếng hoặc trở thành diễn viên thực sự như Ōtsuka Chikao.
Cũng trong những năm 1980, điện ảnh Nhật Bản đã tiếp tục truyền thống thắng lợi tại các giải thưởng điện ảnh uy tín với 2 giải Cành cọ vàng tại Liên hoan phim Cannes cho các phim Kagemusha (影武者, 1980) của Kurosawa và Narayama bushiko (楢山節考, 1983) của Imamura Shohei. Shohei sau này còn giành thêm một giải Cành cọ vàng khác cho bộ phim Unagi (うなぎ, 1997) và là một trong số ít ỏi 4 đạo diễn từng có 2 phim chiến thắng tại hạng mục quan trọng nhất ở Liên hoan phim Cannes (cùng Francis Ford Coppola, Alf Sjöberg và Bille August).

### Thập niên 1990 đến nay
Kitano Takeshi có lẽ là một trong những nghệ sĩ điện ảnh nổi bật nhất thập niên 1990 của công nghiệp điện ảnh Nhật. Ông vừa là đạo diễn sáng tạo, vừa là diễn viên chính có lối diễn xuất độc đáo trong các bộ phim đáng nhớ như Sono otoko, kyōbō ni tsuki (その男、凶暴につき, 1989), Sonachine (ソナチネ,, 1993) hay Hana-bi (花-火, 1997, giành giải Sư tử vàng tại Liên hoan phim Venezia). Kitano còn tham gia đóng vai chính trong bộ phim Batoru Rowaiaru (バトル・ロワイアル, 2000) của Fukasaku Kinji. Là câu chuyện về một lớp học bị bắt lên đảo hoang và buộc phải tự tiêu diệt nhau để sinh tồn, bộ phim rất được yêu thích ở Nhật Bản và nhiều nước vì cốt truyện, nhạc phim và diễn xuất của các nhân vật (trong đó có Kitano), tuy vậy nó cũng gặp phải nhiều chỉ trích từ những người cho rằng bộ phim mang tính bạo lực quá cao.
Thập niên 1990 và 2000 cũng là giai đoạn thành công nhất của hoạt hình Nhật Bản khi Miyazaki Hayao liên tục cho ra đời các tác phẩm thành công cả về mặt nghệ thuật và thương mại, trong đó đáng kể nhất là Công chúa Mononoke (もののけ姫, 1997) và Sen to Chihiro no Kamikakushi (千と千尋の神隠し, 2001), hai bộ phim hoạt hình đầu tiên phá kỉ lục doanh thu tại thị trường điện ảnh Nhật Bản. Sen to Chihiro cũng là bộ phim hoạt hình đầu tiên giành giải Phim hoạt hình hay nhất tại Giải Oscar. Bên cạnh Miyazaki còn phải kể tới một loạt đạo diễn anime thành công khác như Oshii Mamoru với Kōkaku Kidōtai (攻殻機動隊, 1995) hay Kon Satoshi với Perfect Blue (パーフェクトブルー, 1997), Sennen Joyū (千年女優,, 2001) và Tokyo Godfathers (東京ゴッドファーザーズ, 2003) cùng Paprika (2006).
Những năm cuối thế kỉ 20 cũng chứng kiến sự bùng nổ của cơn sốt phim kinh dị Nhật (J-Horror) trên toàn thế giới với những bộ phim nổi tiếng như Ringu (リング, 1998), Ju-on (呪怨, 1998), Kairo (回路, 2001) và Yogen (予言, 2002). Tất cả các bộ phim này đều đã được Hollywood hoặc điện ảnh Hàn Quốc làm lại, thậm chí đạo diễn phim kinh dị nổi tiếng Nakata Hideo còn được mời sang Mỹ để đích thân làm lại phiên bản Hollywood cho bộ phim của ông.

## Các thể loại đặc trưng
- Anime: Phim hoạt hình Nhật Bản.
- Jidaigeki: Phim lịch sử lấy bối cảnh thời Edo, thường là các phim võ thuật với sự xuất hiện của các samurai.
- J-Horror: Phim kinh dị kiểu Nhật Bản, thường khai thác các đề tài kinh dị dựa trên tâm lý, nỗi ám ảnh của con người hoặc các truyền thuyết cổ của Nhật.
- Kaiju: Phim quái vật.
- Pinku eiga: Phim khiêu dâm loại nhẹ, hiện nay đã hiếm được sản xuất do sự phát triển của ngành công nghiệp tình dục ở Nhật.
- Phim Yakuza: Các phim tội phạm và hình sự tập trung vào các băng đảng yakuza (tội phạm có tổ chức của Nhật).
- Tokusatsu: Phim về các siêu anh hùng như Kamen Rider, Super Sentai hay Ultra.